# 카도르나역
카도르나역(이탈리아어: Cadorna)은 밀라노 지하철의 1호선과 2호선이 만나는 환승역이다. 1964년 11월 1일 1호선의 '세스토 마렐리' - '로토' 구간이 처음으로 개통하면서 문을 열었고, 1978년 3월 3일 2호선이 이 역까지 연장되면서 환승역이 되었다. 이후 1983년에 포르타 제노바까지 연장되기 전까지는 2호선의 최남단 종착역이기도 했다.
이 역은 밀라노 시 내에 있으며, 밀라노 카도르나 철도역 건너편의 루이지 카도르나 광장에 있다. 역 근처에는 스포르체스코성, 밀라노 트리엔날레, 셈피오네 공원이 있다.

## 시설
이 역에는 다음과 같은 시설이 있다.
- 장애인 승객을 위한 접근 시설
- 엘레베이터
- 에스컬레이터
- 승차권 자동 판매기
- 역 감시카메라
- 신문 가판대, 담배 가게
- 스낵 자판기